# Giblet Gravy
Giblet Gravy je četrti studijski album džezovskega kitarista Georgea Bensona in njegov prvi album, ki je izšel pri založbi Verve Records in ga je produciral Esmond Edwards. Album je bil posnet v treh dneh v studiih A&R Recording Studios in Capitol Recording Studios v New Yorku. Avtor vseh aranžmajev je Tom McIntosh.

## Kritični sprejem
Recenzor portala AllMusic, Richard S. Ginell je o albumu zapisal, da je želela založba iz Bensona ustvariti novega Wesa Montgomeryja, ki se je v tistem času poslavljal od založbe, zato je Benson posnel nekaj priredb takratnih svežih hitov (»Sunny«, »Along Comes Mary«, »Groovin'«), ki jih je posnel ali z big bandom ali s kvintetom, pri katerem je igral tudi Herbie Hancock.

## Seznam skladb
| Št.             | Naslov               | Pisec                          | Dolžina |
| --------------- | -------------------- | ------------------------------ | ------- |
| 1.              | „Along Comes Mary‟   | Tandyn Almer                   | 3:02    |
| 2.              | „Sunny‟              | Bobby Hebb                     | 2:56    |
| 3.              | „What's New?‟        | Johnny Burke, Bob Haggart      | 5:32    |
| 4.              | „Giblet Gravy‟       | George Benson                  | 4:50    |
| 5.              | „Walk on By‟         | Burt Bacharach                 | 3:26    |
| 6.              | „Thunder Walk‟       | Harold Ousley                  | 4:42    |
| 7.              | „Sack O' Woe‟        | Cannonball Adderley            | 3:08    |
| 8.              | „Groovin'‟           | Eddie Brigati, Felix Cavaliere | 2:46    |
| 9.              | „Low Down and Dirty‟ | George Benson                  | 8:40    |
| 10.             | „Billie's Bounce‟    | Charlie Parker                 | 6:05    |
| 11.             | „What's New?‟ (1.)   | Johnny Burke, Bob Haggart      | 5:31    |
| 12.             | „What's New?‟ (4.)   | Johnny Burke, Bob Haggart      | 5:28    |
| Skupna dolžina: | Skupna dolžina:      | Skupna dolžina:                | 56:25   |

## Osebje

### Glasbeniki
- George Benson – kitara
- Albertine Robinson, Eileen Gilbert, Lois Winter – vokali
- Eric Gale, Carl Lynch – kitara
- Herbie Hancock – klavir
- Ron Carter, Bob Cranshaw – bas
- Billy Cobham – bobni
- Johnny Pacheco – konge, tamburin
- Pepper Adams – tenorski saksofon
- Ernie Royal, Snooky Young – trobenta
- Jimmy Owens – trobenta, krilnica
- Alan Raph – bas trombon
- Tom McIntosh – aranžer, dirigent

### Produkcija
- Val Valentin – inženir
- Daniel Kramer – fotografija
- Acy R. Lehman – umetniški direktor